# Lohndorf (Litzendorf)
Lohndorfist ein Gemeindeteil der Gemeinde Litzendorf im oberfränkischen Landkreis Bamberg in Bayern.

## Geographie
Das Pfarrdorf liegt in der Mitte des Ellertals und der 1994 entstandenen Fränkischen Straße der Skulpturen. Heute leben etwa 385 Menschen im Dorf.
Nördlich von Lohndorf befindet sich am Fuße des Höhenzuges Stammberg der Beginn einer historischen Wasserleitung („Rote Tür“), die Schloss Seehof versorgte.

## Brauereien
In Lohndorf sind mit der Brauerei Hözlein und der Brauerei Reh zwei Brauereien beheimatet. Zusammen mit der Brauerei im Nachbarort Tiefenellern kommen auf 600 Menschen drei Brauereien, eine der größten Brauereidichten der Welt.

## Geschichte
Am 1. Mai 1978 wurde die Gemeinde Lohndorf, zu der keine weiteren Gemeindeteile gehörten, im Zuge der Gebietsreform in Bayern aufgelöst und nach Litzendorf eingemeindet.

## Persönlichkeiten
- Johann Lukas Schönlein, Arzt.

## Bildergalerie

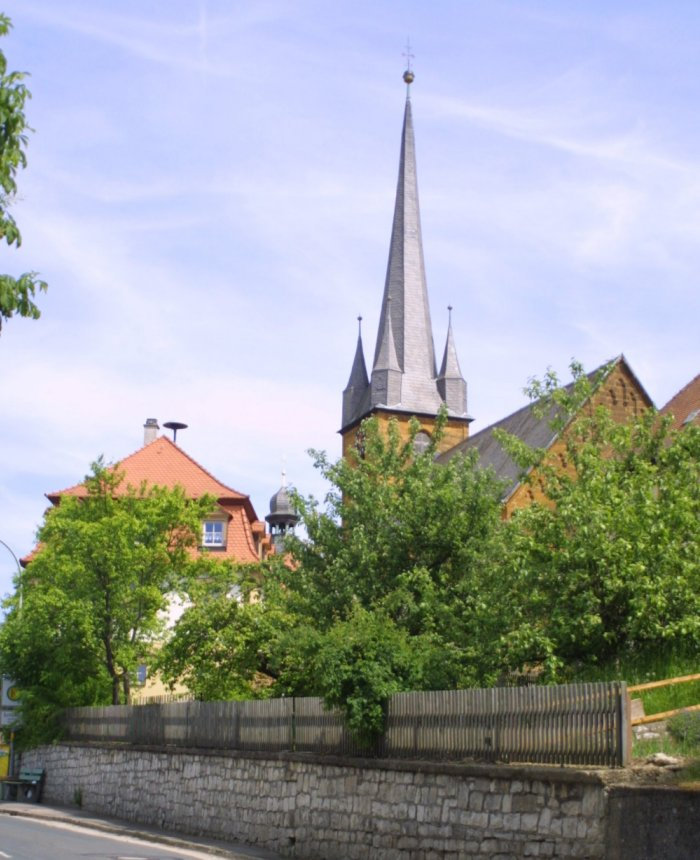
Ortsdurchfahrt mit Kirche
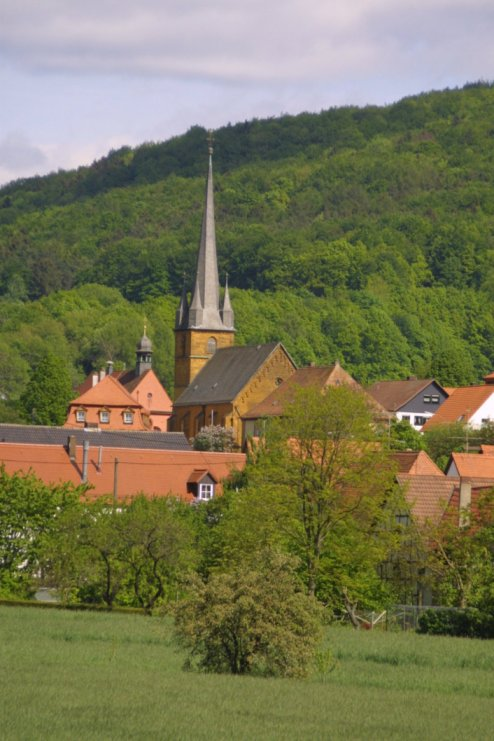
Ansicht mit Kirche
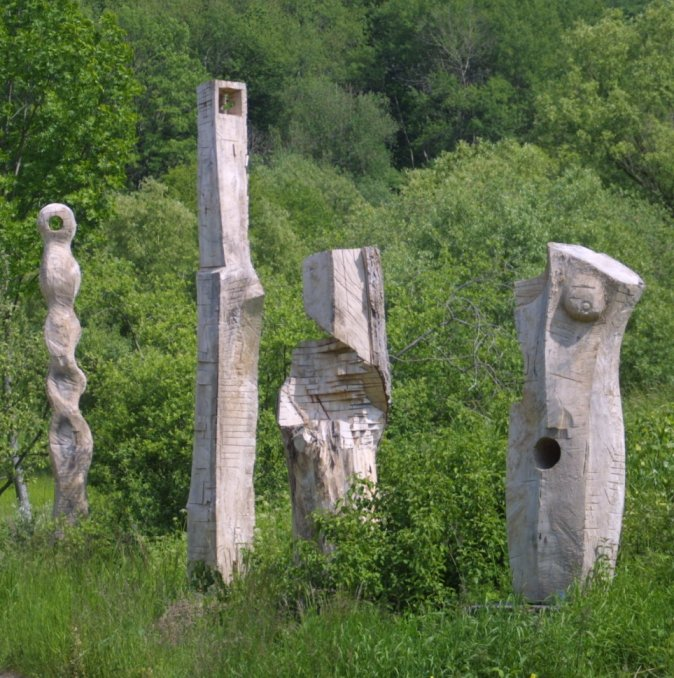
Fränkische Straße der Skulpturen bei Lohndorf
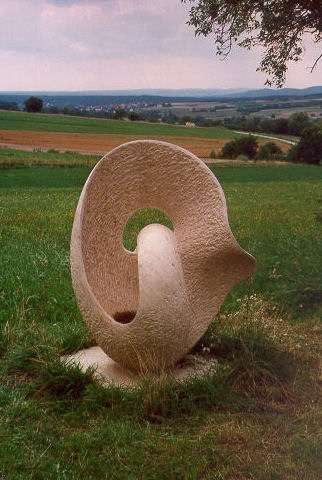
Fränkische Straße der Skulpturen bei Lohndorf